# Blachia andamanica
Blachia andamanica là một loài thực vật có hoa trong họ Đại kích. Loài này được (Kurz) Hook.f. mô tả khoa học đầu tiên năm 1887.

## Hình ảnh

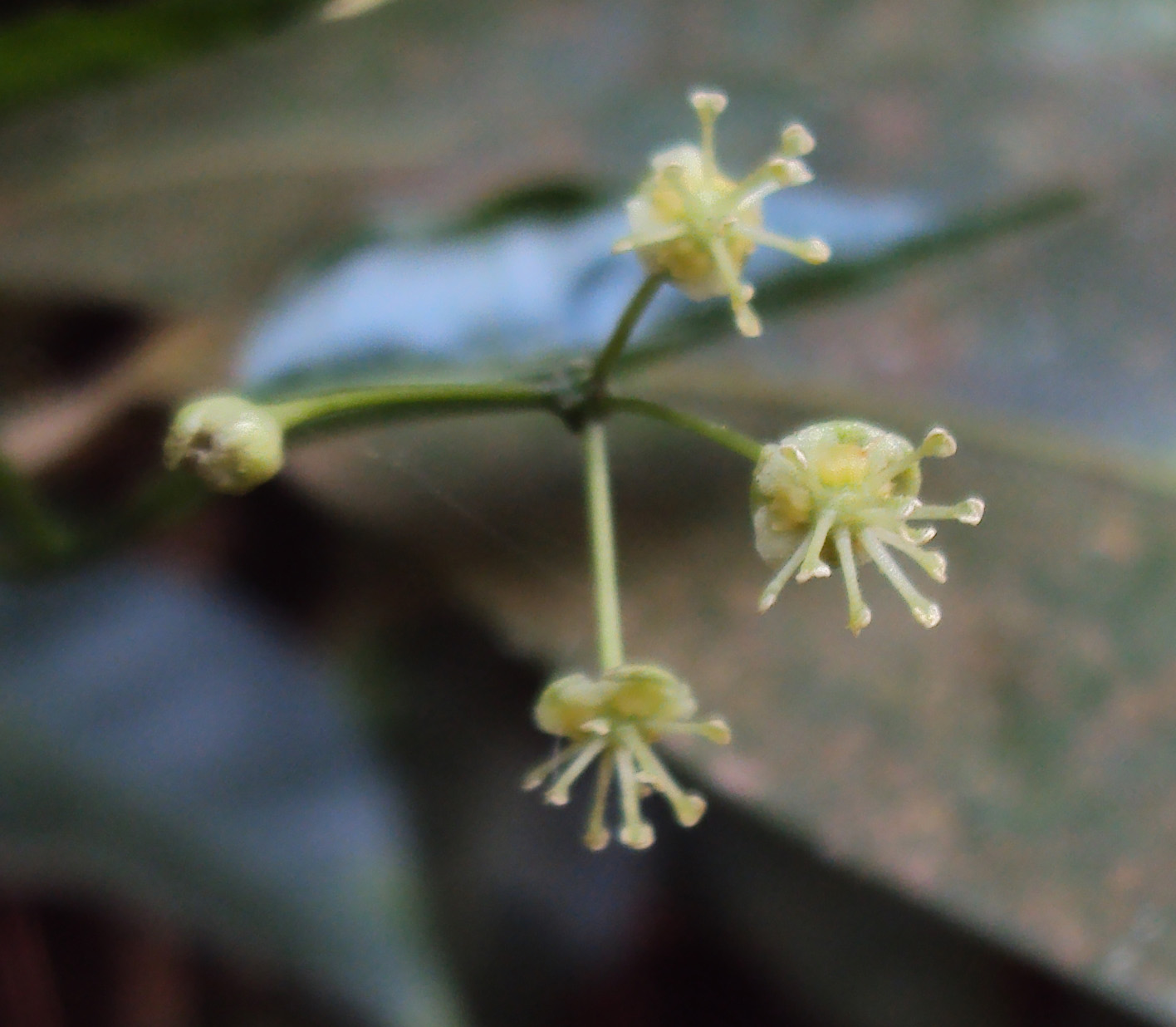
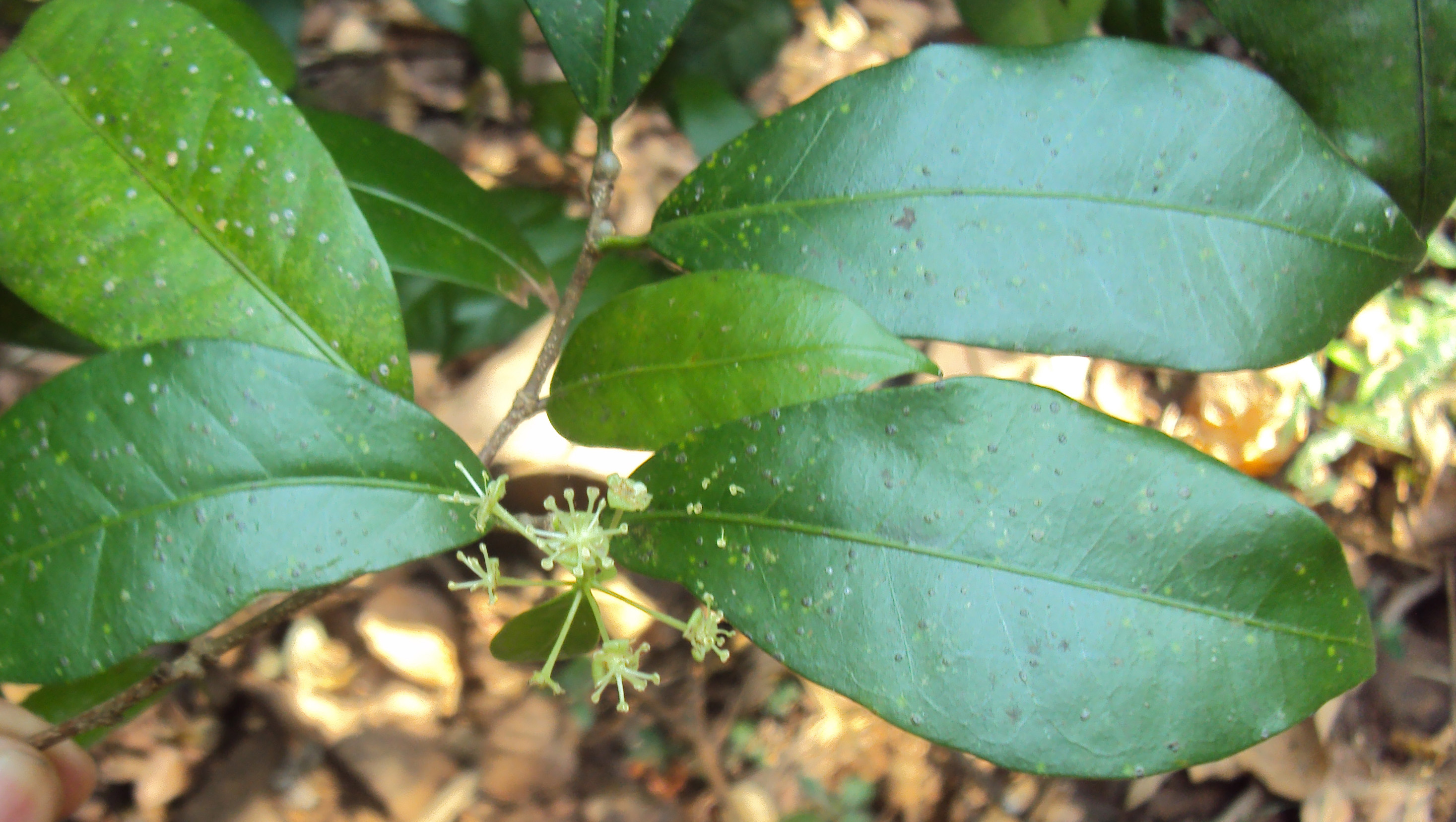
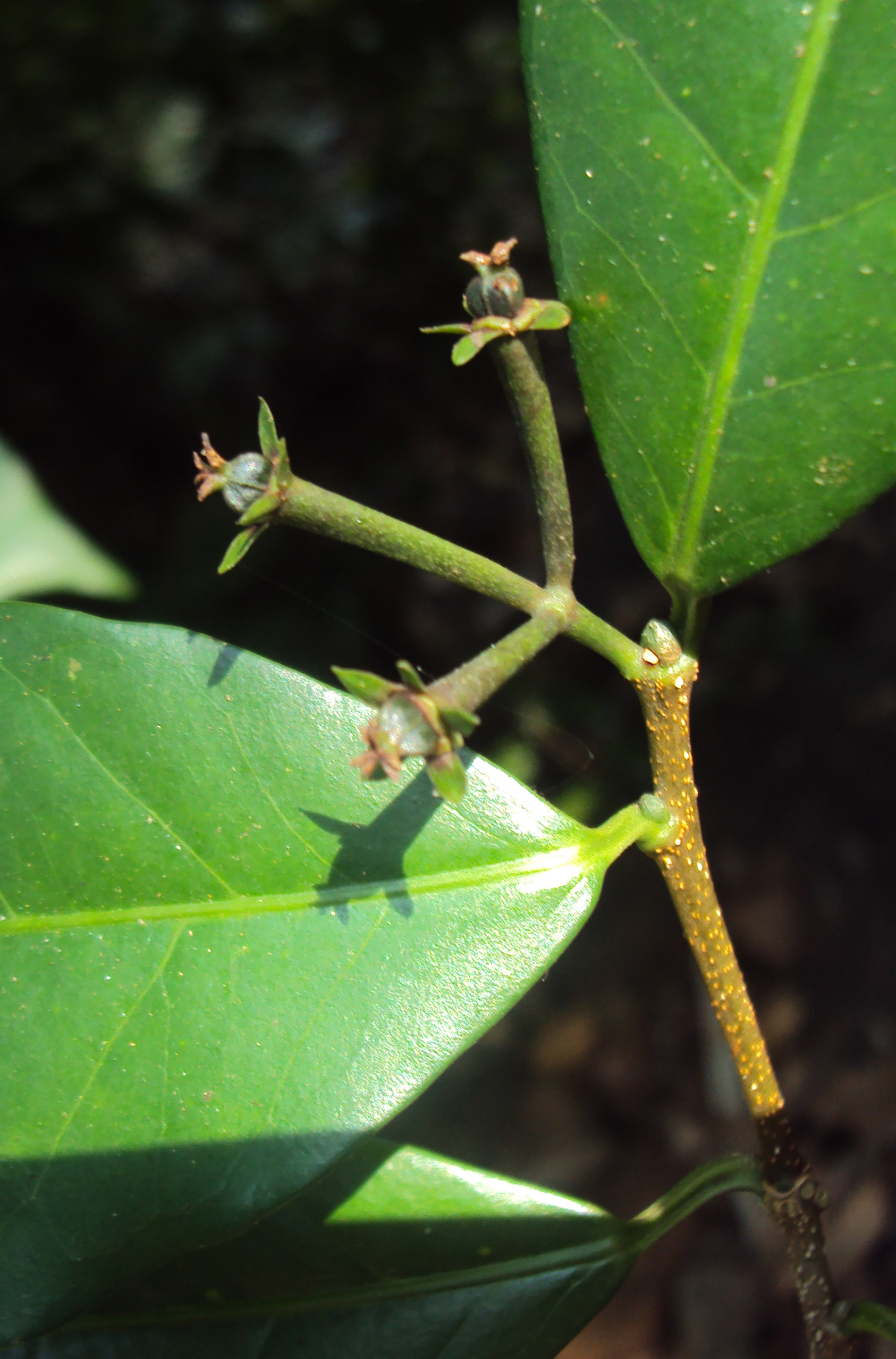
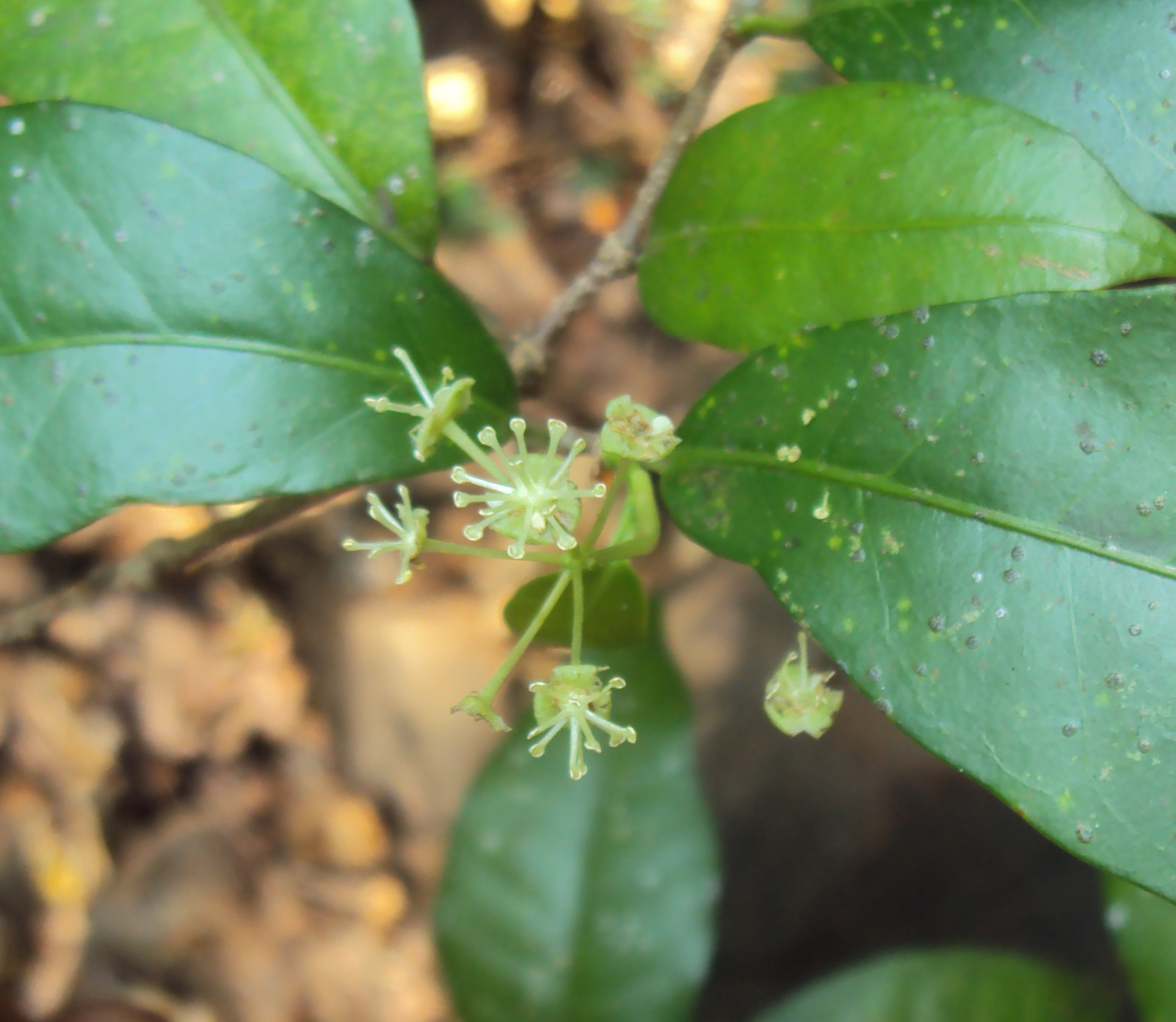